# لامپرویت

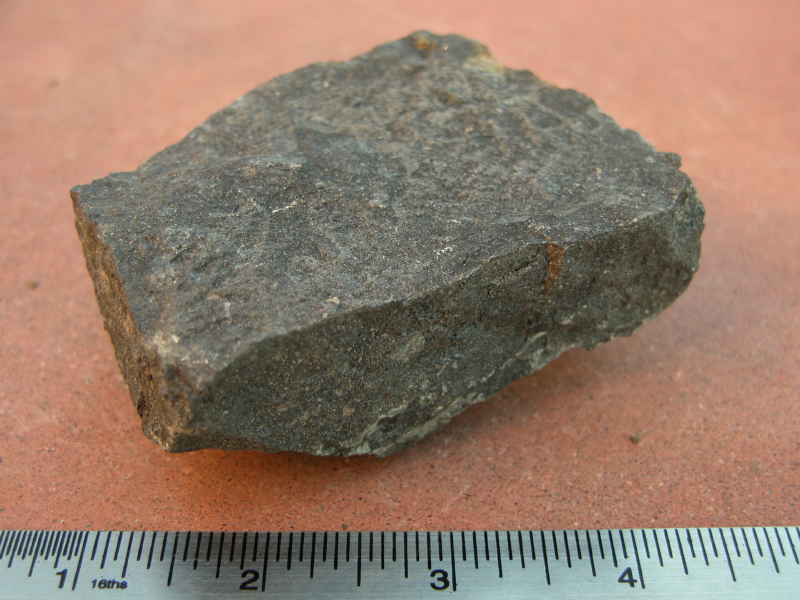
نمونه لامپرویت

لامپرویت (Lamproite) یک سنگ آتشفشانی یا زیرآتشفشانی فراپتاسیک مشتق از گوشته زمین است. دارای اکسید کلسیم، آلومینیوم اکسید، سدیم اکسید] کم، K2O/Al2O3 زیاد، محتوای اکسید منیزیم نسبتاً زیاد و غنی‌سازی شدید در عناصر ناسازگار است.
لامپوریت‌ها از نظر جغرافیایی گسترده هستند اما از نظر حجمی ناچیزند. برخلاف کیمبرلیت‌ها که منحصراً در پایاپوسته‌های (کراتون‌های) نخست‌زیستی (آرکئن) یافت می‌شوند، لامپرویت‌ها در زمین‌هایی با سن‌های مختلف یافت می‌شوند، از نخست‌زیستی در باختر استرالیا تا دیرینه‌زیستی و میانه‌زیستی در جنوب اسپانیا. آنها همچنین از نظر سنی بسیار متفاوت هستند، از پیشین‌زیستی (پروتروزوئیک) تا پلیستوسن، جوان‌ترین نمونه شناخته شده از گاوسبرگ در جنوبگان ۵۰۰۰ ± ۵۶۰۰۰ سال سن دارد.
آتشفشان‌شناسی لامپرویت متنوع است، و هر دو سبک قیف‌دالانه (دیاترم) و بناهای مخروط یا مخروط خاکستر از آن‌ها شناخته شده‌است.

## سنگ‌شناسی
لامپرویت‌ها از گوشته نیم‌گداخته در اعماق بیش از ۱۵۰ کیلومتر تشکیل می‌شوند. مواد مذاب در تنوره‌های آتشفشانی به سطح می‌آیند و با خود بیگانه‌سنگ‌ها و الماس‌هایی را از مناطق گوشته‌ای پریدوتیت هارتزبورگیت یا اکلوژیت می‌آورند و در آنجا تشکیل الماس تثبیت می‌شود.
تحقیقات اخیر، برای مثال بر روی لامپرویت‌ها در گاوسبرگ در جنوبگان، و ژئوشیمی ایزوتوپ سرب-سرب نشان داده‌اند که منبع لامپرویت‌ها ممکن است مذاب‌های ناحیه انتقالی از سنگ‌کره (لیتوسفر) فرورانش شده باشد که در قاعده گوشته سنگ‌کره به دام افتاده‌است. این مشاهدات همچنین نشان می‌دهد که عمق ذوب با ژئوشیمی عجیب و غریب آن همخوانی دارد. این امر به آسانی با ذوب مواد فلسیک از قبل در شرایط گوشته عمیق توضیح داده می‌شود.

## کانی‌شناسی
کانی‌شناسی لامپرویت‌ها تحت تسلط ژئوشیمی عجیب آنها قرار دارد، با غلبه گونه‌های معدنی کمیاب کم‌سیلیس و کانی‌های نادر مشتق از گوشته.
مواد معدنی معمولی لامپرویت‌ها عبارتند از: الیوین فورستریتی. لوسیت آهن بالا؛ آلومینیوم غنی از تیتانیوم - فلوگوپیت ضعیف؛ ریشتریت غنی از پتاسیم و تیتانیوم؛ دیوپسید آلومینیوم کم؛ و سانیدین غنی از آهن. انواع مواد معدنی کمیاب وجود دارد. سنگ‌ها دارای پتاسیم بالا با ۶ تا ۸ درصد اکسید پتاسیم هستند.
محتوای بالای کروم و نیکل معمولی است. سنگ‌ها معمولاً با کانی‌های کربنات یا سرپانتین، کلریت و مگنتیت به طلق تبدیل می‌شوند. زئولیت و کوارتز نیز ممکن است رخ دهد.
لامپرویت‌ها با حضور مقادیر بسیار متفاوت (۵ تا ۹۰ درصد حجم) از مراحل اولیه زیر مشخص می‌شوند (Mitchell & Bergman, 1991):
- فلوگوپیت فنوکریستی تیتانین (۲ تا ۱۰ درصد وزنی TiO 2)، کم‌آلومینیوم (۵ تا ۱۲ درصد وزنی Al 2 O 3)
- تیتانین (۵ تا ۱۰ درصد وزنی TiO2) پویکیلیتی توده زمینی " بافت خال‌خال "
- ریشتریت تیتانین (۳–۵ درصد وزنی TiO2) پتاسیم (4-6 درصد وزنی K2O)
- الیوین فورستریتیک
- دیپسید کم‌آلومینیوم (<۱ درصد وزنی Al 2 O 3) کم‌سدیم (< ۱ درصد وزنی Na 2 O)
- لوسیت غیر استوکیومتری غنی از آهن (۱–۴ درصد وزنی Fe 2 O 3) و
- سانیدین غنی از آهن (معمولاً ۱ تا ۵ درصد وزنی Fe 2 O 3)).

وجود تمام مراحل بالا برای طبقه‌بندی سنگ به عنوان لامپرویت الزامی نیست. هر کانی ممکن است غالب باشد، و این، همراه با دو یا سه کانی اصلی دیگر، برای تعیین نام سنگ‌نگاشتی کافی است.
وجود کانی‌های زیر مانع از طبقه‌بندی سنگ به عنوان لامپرویت می‌شود: پلاژیوکلاز اولیه، ملیلیت، مونتی سلیت، کالسیلیت، نفلین، فلدسپات قلیایی غنی از سدیم، سودالیت، نوسن، هاوین، ملانیت، اسکرلومیت یا کیمزییت.

## ژئوشیمی
لامپرویت‌ها با ویژگی‌های شیمیایی زیر مطابقت دارند:
- مولر K 2 O / Na 2 O > 3، به عنوان مثال، اولتراپتاسیک
- مولر K 2 O / Al 2 O 3 > 0.8 و معمولاً > ۱
- مولر K 2 O + Na 2 O / Al 2 O 3 به‌طور معمول > ۱ یعنی پِرقلیایی
- به‌طور معمول <۱۰ درصد وزنی هر کدام از FeO و CaO, TiO2 1-7 وزنی، > 2000 و معمولاً > 5000 ppm Ba, > 500 ppm Zr, > 1000 ppm Sr و > 200 ppm La.

## اهمیت اقتصادی

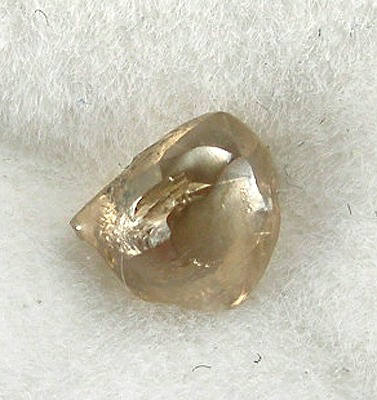
لامپرویت

اهمیت اقتصادی لامپرویت با کشف لوله‌های لامپرویت Ellendale E4 و E9 و کشف تنورهٔ الماس آرگایل (Argyle) در استرالیای غربی در سال ۱۹۷۹ شناخته شد. این کشف منجر به مطالعه شدید و ارزیابی مجدد سایر رخدادهای شناخته شده لامپرویت در سراسر جهان شد. پیشتر فقط تنوره‌های کیمبرلیت منابع مقرون به صرفه الماس محسوب می‌شدند.
معدن الماس آرگایل تنها منبع مقرون به صرفه الماس لامپرویت است. این ته‌نشسته با داشتن محتوای بالای الماس اما کیفیت پایین اکثر سنگ‌ها به‌طور قابل توجهی متفاوت است. تحقیقات در الماس آرگایل نشان داده‌است که بیشتر سنگ‌ها از نوع E هستند. آنها از سنگ‌های با منشأ اکلوژیت سرچشمه می‌گیرند و در دمای بالا ~ ۱٬۴۰۰ درجه سلسیوس (۲٬۶۰۰ درجه فارنهایت) تشکیل شده‌اند. معدن الماس آرگایل منبع اصلی الماس‌های صورتی کمیاب است.
سنگ‌های آذرآواری و آذرین‌تیغه‌های‌ الیوین لامپرویت گاهی میزبان الماس هستند. الماس‌ها به صورت بیگانه‌بلورهایی رخ می‌دهند که توسط نفوذهای ژرف‌توده دیاپیریک لامپرویت به سطح یا عمق‌های کمتر منتقل شده‌اند.
الماس‌های پارک ایالتی «کریتر آف دایاموندز» در نزدیکی مورفریزبورو، آرکانزاس در یک محدوده میزبان لامپرویت یافت می‌شوند.

## نامگذاری
لامپرویت‌ها، به‌عنوان یک گروه، با نام‌های محلی مختلفی شناخته می‌شوند، زیرا کانی‌شناسی آن‌ها کاملاً متغیر است و به دلیل نادر بودن آنها، اغلب نمونه‌های کمی از گونه‌های لامپرویت زیر شناخته می‌شوند. اصطلاحات امروزی همه را به عنوان لامپرویت طبقه‌بندی می‌کند، اما طبق قوانین استاندارد IUGS، این اصطلاح را با فراوانی مواد معدنی اصلاح می‌کند.
| تاریخی     | امروزی                                     |
| ---------- | ------------------------------------------ |
| وایومینگیت | لامپرویت دیوپساید-لوسیت-فلوگوپیت           |
| اُرندیت     | لامپرویت دیوپساید-سانیدین-فلوگوپیت         |
| مادوپیت    | لامپرویت مادوپیتیک دیوپسید                 |
| سدریکیت    | لامپرویت دیوپساید-لوسیت                    |
| مامیلیت    | لامپرویت لوسیت-ریشتریت                     |
| ولگیدیت    | لامپرویت مادوپیتی دیوپسید-لوسیت-ریشتریت    |
| فیتزروییت  | لامپرویت لوسیت-فلوگوپیت                    |
| وریت       | لامپرویت هیالو-الیوین-دیوپساید-فلوگوپیت    |
| جومیلیت    | لامپرویت مادوپیتیک الیوین-دیوپساید-ریشتریت |
| فورچونیت   | هیالو-انستاتیت-فلوگوپیت لامپرویت           |
| کانکالیت   | لامپرویت انستاتیت-سانیدین-فلوگوپیت         |

## انواع سنگ‌های مرتبط
- کیمبرلیت
- لامپروفیر
- سنگ‌های آذرین فراپتاسیک